# Atemptat contra Charlie Hebdo
El 7 de gener de 2015, aproximadament a les 11:00 CET (10:00 UTC), dos homes emmascarats i armats amb un rifle Kalàixnikov, una escopeta i un llençagranades atemptaren contra la seu de la revista satírica francesa Charlie Hebdo, a París. A conseqüència d'aquest atac, 12 persones moriren i 11 més resultaren ferides, 4 de les quals en estat greu. Els assaltants entraren a la seu del setmanari i començaren a disparar fins a 50 trets amb armes automàtiques.
Els dos homes armats tenien el suport d'un tercer home, que conduïa el vehicle amb el qual van arribar i van fugir de l'escena de l'atemptat. Els tres sospitosos van ser identificats per la policia francesa el mateix 7 de gener a la nit, i serien tres joves de nacionalitat francesa acabats d'arribar de Síria. La mateixa nit del 7 de gener, un dels sospitosos —inicialment identificat com el presumpte conductor del vehicle— s'hauria entregat a la policia; mentre els altres dos sospitosos van estar fugint fins al vespre del 9 de gener, quan foren acorralats i abatuts en una impremta a Dammartin-en-Goële, on s'havien fet forts i retingut un ostatge des del matí d'aquell mateix dia. Paral·lelament, el 8 de gener, qui presumptament fou el tercer sospitós de l'atac protagonitzà un tiroteig a Montrouge que se saldà amb una agent de policia morta i amb el sospitós fugit. L'endemà, la mateixa persona es feu forta en un supermercat kosher a la Porte de Vincennes, a la zona est de París, on també retenia diversos ostatges. Aquest segrest fou intervingut per les autoritats de manera gairebé simultània al que els altres dos sospitosos protagonitzaven a Dammartin-en-Goële, i se saldà amb la mort del sospitós i la de diversos ostatges. La intervenció a la impremta de Dammartin-en-Goële se saldà amb l'ostatge alliberat i els dos segrestadors morts.
En el seu moment, aquest incident fou el tiroteig en massa més important ocorregut a França des del 1989, i l'atemptat més mortífer des de l'atemptat amb bomba que la OAS perpetrà a un tren a Vitry-le-François el 18 de juny de 1961, on moriren 28 persones. No obstant això, els atemptats de París del 13 i 14 de novembre, amb més d'un centenar de persones mortes, el convertiren en el segon tiroteig més greu ocorregut al país.

## Antecedents
Charlie Hebdo és una revista satírica francesa que publica vinyetes, reportatges, polèmiques i bromes. Irreverent i de to inconformista, la publicació és de caràcter marcadament antireligiós i alineada amb el pensament d'esquerres. Acostuma a publicar articles sobre l'extrema dreta, el catolicisme, l'islam, el judaisme, política i cultura, entre d'altres.
La primera època de Charlie Hebdo va discórrer de 1969 a 1981, quan va desaparèixer per tornar-se a publicar l'any 1992. Stéphane "Charb" Charbonnier n'era l'editor des de l'any 2009 fins al moment de la seva mort en aquest tiroteig.
La publicació ja havia estat al centre de diverses controvèrsies al passat. La portada d'un número de l'any 2011, quan la revista va canviar el títol pel de "Charia" Hebdo, mostrava una caricatura de Mahoma, fet que va propiciar un atemptat amb còctels molotov a la seu del setmanari, llavors al 20è arrondissement de París, i un atac informàtic a la seva pàgina web.
L'any següent, el setmanari va publicar una sèrie de caricatures satíriques de Mahoma, incloent nus, motivades per una sèrie d'atacs a ambaixades dels Estats Units a l'Orient Mitjà com a resposta de l'estrena de la pel·lícula "Innocence of Muslims", fet que al seu torn forçà al govern francès a tancar ambaixades, consolats, centres culturals i escoles internacionals en una vintena de països musulmans. Aquesta situació feu que la policia antiavalots encerclés la seu del setmanari per protegir-lo d'eventuals atacs.

## Seqüència dels esdeveniments

### Tiroteig a la seu deCharlie Hebdoi persecució dels sospitosos

#### 7 de gener

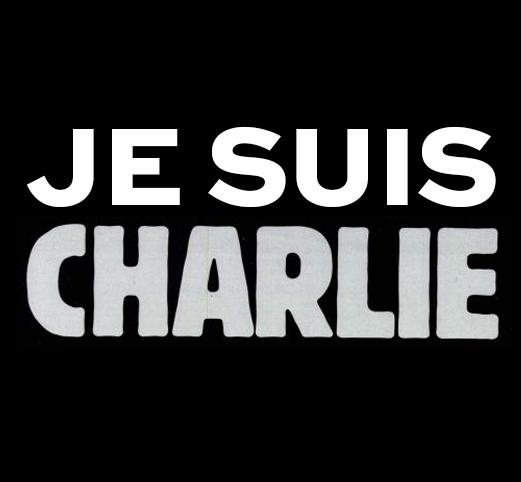
"Je suis Charlie", consigna de solidaritat amb les víctimes de l'atemptat.

El 7 de gener de 2015, aproximadament a les 11:00 CET (10:00 UTC), dos homes emmascarats i armats amb un rifle Kalàixnikov, una escopeta i un llançagranades atemptaren contra la seu de la revista satírica francesa Charlie Hebdo, a París. Obriren foc tot fent proclames islamistes, feriren 11 persones i en mataren 12: 10 eren treballadors del setmanari i 2 eren gendarmes.
Abans del tiroteig, però, els perpetradors haurien entrat a l'edifici situat al número 6 de la Rue Nicolas-Appert, on hi ha els arxius del setmanari. En adonar-se que s'havien equivocat d'indret, els homes amats haurien demanat a crits si aquell lloc era Charlie Hebdo i haurien fugit carrer avall, cap a la finca situada al número 10, on hi ha la seu del setmanari.
Corinne "Coco" Ray, una dibuixant del setmanari, va explicar que dos homes armats i amb passamuntanyes, que parlaven perfectament francès, van amenaçar la vida de la seva filla —que tot just havia recollit de la llar d'infants— i la van forçar a teclejar el codi per obrir la porta de l'edifici. Un cop a dins, els dos homes van pujar fins a una sala al segon pis, on una quinzena de persones estaven celebrant el consell de redacció de la revista. El tiroteig va durar entre cinc i deu minuts. Segons testimonis de l'esdeveniment, els homes armats van localitzar als treballadors de la revista cridant-los pel seu nom abans d'executar-los amb trets al cap. D'altres testimonis van manifestar que els atacants es van identificar com a membres d'Al-Qaida.
Un vídeo autenticat va circular ràpidament per Internet, mostrant l'intercanvi de trets entre dos homes armats i un gendarme, que és ferit i acaba estirat a terra, prop de la cantonada entre el Boulevard Richard Lenoir i la Rue Mougle, a uns 180 metres a l'est de l'escena del crim. El vídeo mostra com un dels atacants corre cap al gendarme per dir-li, en francès: «Em volies matar?» El policia ferit respon, també en francès: «No, està bé, noi», mentre fa el gest d'aixecar les mans cap a l'atacant, que el remata a sang freda amb un tret al cap. Els atacants van abandonar l'escenari en un cotxe i, abans de fugir van cridar en francès: «Hem venjat el profeta Mahoma, hem matat Charlie Hebdo!»
Els tres sospitosos van escapar en un cotxe fins a la Porte de Pantin, on van robar un altre cotxe a punta de pistola. En la seva fugida, van atropellar un vianant i van disparar contra agents de la policia, i un dels sospitosos va deixar el seu carnet d'identitat al seient del vehicle que acabaven d'abandonar. Immediatament després de l'atac es va iniciar un operatiu massiu per localitzar-los. La nit del 7 de gener, els sospitosos ja havien estat identificats, i la policia va efectuar registres als seus domicilis, situats als voltants de París, Estrasburg i Reims. A més, s'efectuaren diverses detencions de persones vinculades als tres sospitosos.

#### 8 de gener
Cap a dos quarts d'onze del matí de l'endemà, els dos sospitosos havien estat vistos al departament de l'Aisne, a uns 80 quilòmetres al nord-est de París. Posteriorment, les tasques de la policia es concentraren al departament de la Picardia, especialment a Villers-Cotterêts i Longpont, en tant que s'havia informat que els dos sospitosos havien atracat una gasolinera prop de Villers-Cotterêts i havien abandonat el vehicle amb què fugien en un bosc prop de Longpont. A partir d'aquell moment s'inicià una batuda per un dels boscos més grans de França, l'anomenada forêt de Retz.
Els atacants foren descrits per la policia com dues persones «fortament armades» i «molt perilloses», fet que propicià el desplegament d'un gran operatiu de crida i cerca dels sospitosos. El nivell d'alerta antiterrorista a París s'havia establert al seu punt màxim, i des de la nit del 8 de gener també s'aplicà el mateix nivell d'alerta a la zona de Villers-Cotterêts i Crépy-en-Valois, on se sospita que els dos fugitius podrien haver-se amagat. Davant d'aquesta circumstància, la policia nacional francesa i la gendarmeria efectuaren cerques casa per casa per localitzar-los.

#### 9 de gener
El matí del 9 de gener, els germans Kouachi foren localitzats a prop de Crépy-en-Valois, on robaren un Peugeot i s'inicià una persecució per gairebé 27 quilòmetres en direcció sud per la carretera N2. A l'altura de la població de Dammartin-en-Goële, els dos germans abandonaren el vehicle i s'escaparen tot intercanviant trets amb la policia. Aquesta primera trobada se saldà amb Saïd Kouachi lleugerament ferit al coll i diversos policies ferits de diversa consideració, però cap víctima mortal com s'havia apuntat en un primer moment.
Cap a dos quarts de deu del matí, els dos germans entraren a les oficines de Création Tendance Découverte, una impremta situada al polígon inudustrial de Dammartin-en-Goële. Dins l'edifici hi havia el propietari, Michel Catalano, i un dissenyador gràfic de 26 anys, Lilian Lepère. Catalano va manar a Lepère que s'amagués al magatzem de la impremta mentre ell romania a l'oficina. Poc després, un comercial anomenat Didier es va presentar a la impremta i va trobar Catalano i Chérif Kouachi, qui es va identificar com un agent de policia. Després de fer una encaixada de mans, Kouachi li digué a Didier: «Marxi. De totes maneres no matem civils», gest que feu pensar a Didier que Kouachi era de fet un terrorista, i avisà a la policia.
Un cop Didier va haver marxat, Catalano va tancar les portes de la impremta, i romangué a l'interior amb els germans Kouachi, que no es mostraren violents contra ell, que manifestà no haver tingut la sensació que volguessin fer-li mal. Així doncs, Catalano els preparà cafè i ajudà a curar la ferida que Saïd Kouachi tenia al coll i, poc després fou alliberat, havent jurat tres cops als terroristes que estava sol. Per la seva banda, Lilian Lepère s'havia amagat dins d'una caixa de cartró i es va estar intercanviant missatges amb la policia durant el setge, facilitant-los informació sobre la localització dels germans dins la impremta.
La proximitat de la impremta a l'Aeroport Charles de Gaulle feu que es tanquessin dues de les pistes. El ministre de l'interior, Bernard Cazeneuve, va autoritzar una operació policial per neutralitzar els segrestadors, per bé que prèviament s'intentaria establir un diàleg amb ells, tant per resoldre la situació com per desallotjar amb seguretat una escola que es trobava a uns 500 metres de la impremta. No obstant això, els germans Kouachi no van respondre als intents de comunicació de les autoritats franceses.
El setge es va allargar entre vuit i nou hores. Cap a dos quarts de cinc de la tarda hi va haver fins a tres explosions prop de l'edifici, i a les cinc de la tarda un equip de policia aterrava a la teulada de l'edifici mentre un helicòpter aterrava a prop de la impremta. Abans que els equips d'intervenció poguessin arribar fins on es trobaven, els germans Kouachi —que havien manifestat la seva intenció de morir com a màrtirs— van sortir a l'exterior de l'edifici, obrint foc contra la policia, que els va abatre a l'instant. Lilian Lepère va ser rescatat il·lès. Una posterior inspecció de la zona va permetre localitzar un amagatall amb armes, còctels molotov i un llençagranades.

### Esdeveniments paral·lels: tiroteig a Montrouge i segrest d'un supermercatkoshera París

#### 8 de gener
El 8 de gener, Amedy Coulibaly va disparar contra Clarissa Jean-Philippe, una agent de policia municipal de Montrouge, a la cruïlla entre l'Avinguda Pierre Brossolette i l'Avinguda de la Paix. L'agent de policia resultà morta, i un escombriaire municipal resultà ferit en l'acció. Les autoritats van identificar Coulibaly com un membre del mateix grup gihadista que els germans Kouachi, i van establir una connexió entre els dos tirotejos.

#### 9 de gener
L'endemà, Coulibaly va segrestar un supermercat kosher de la Porte de Vincennes de París, armat amb dos rifles AK-47. Com a resultat de la seva acció, quatre clients del supermercat resultaren ferits, i Coulibaly prengué diversos ostatges. Aparentment, Coulibaly tenia una còmplice, que s'ha especulat que podria ser la seva esposa, Hayat Boumeddiene. Coulibaly estava en contacte amb els germans Kouachi, i va manifestar a la policia que mataria els ostatges del supermercat si els dos germans resultaven ferits. No obstant això, els equips de la policia entraren al supermercat gairebé en sincronia amb els equips que entraven a la impremta de Dammartin-en-Goële, abateren Coulibaly i rescataren quinze ostatges. Diverses persones, entre elles dos agents de policia, foren ferides durant l'incident.

## Víctimes

### Víctimes del tiroteig a la seu deCharlie Hebdo

Algunes de les víctimes
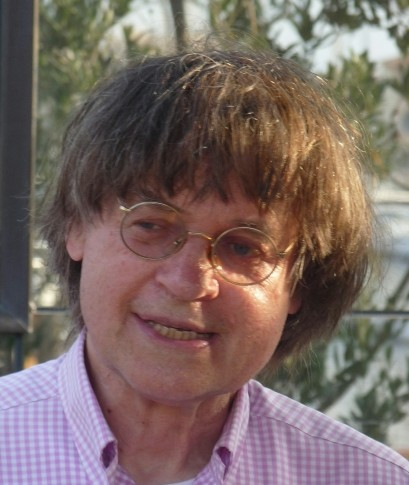
Jean Cabut (Cabu)
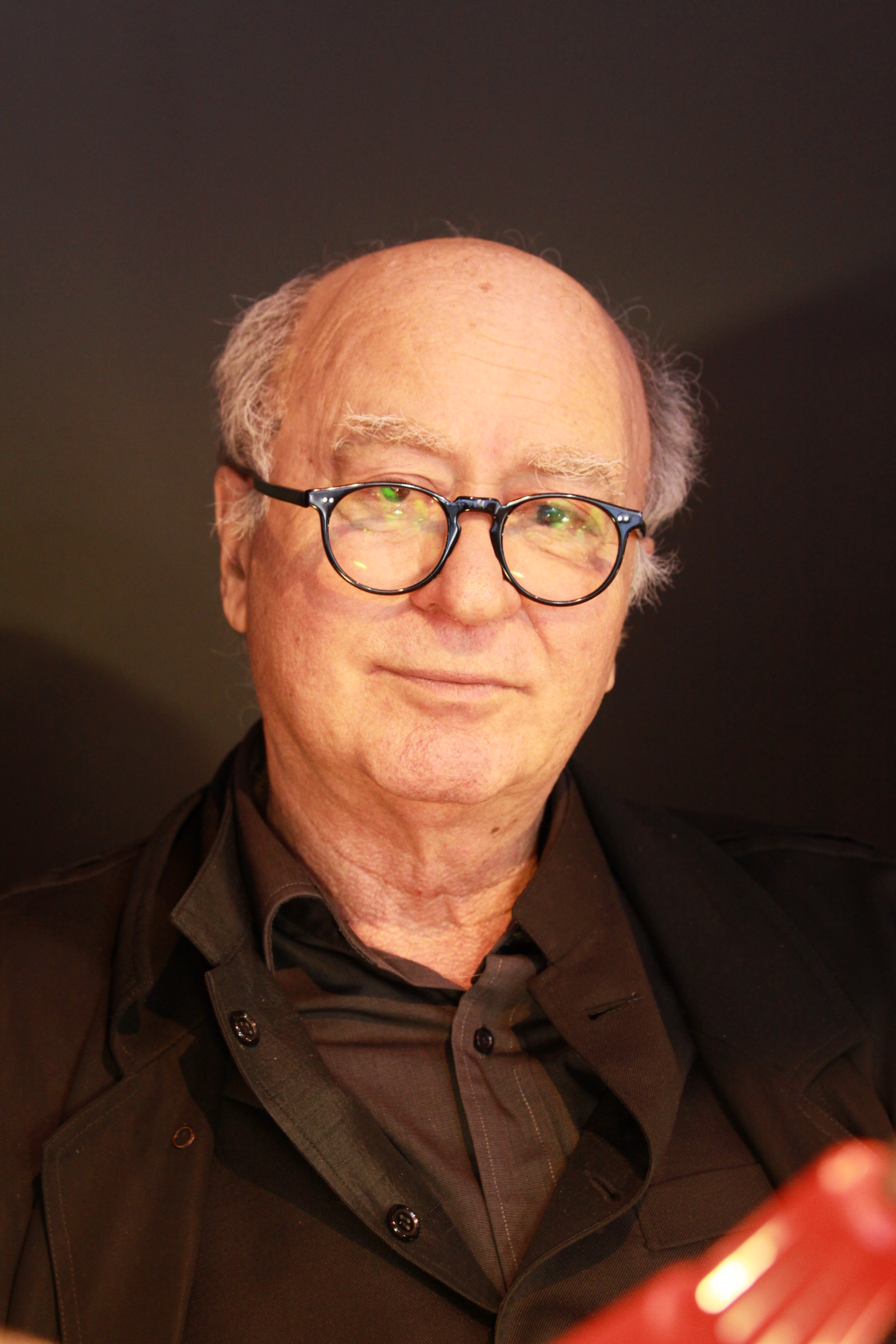
Georges Wolinski
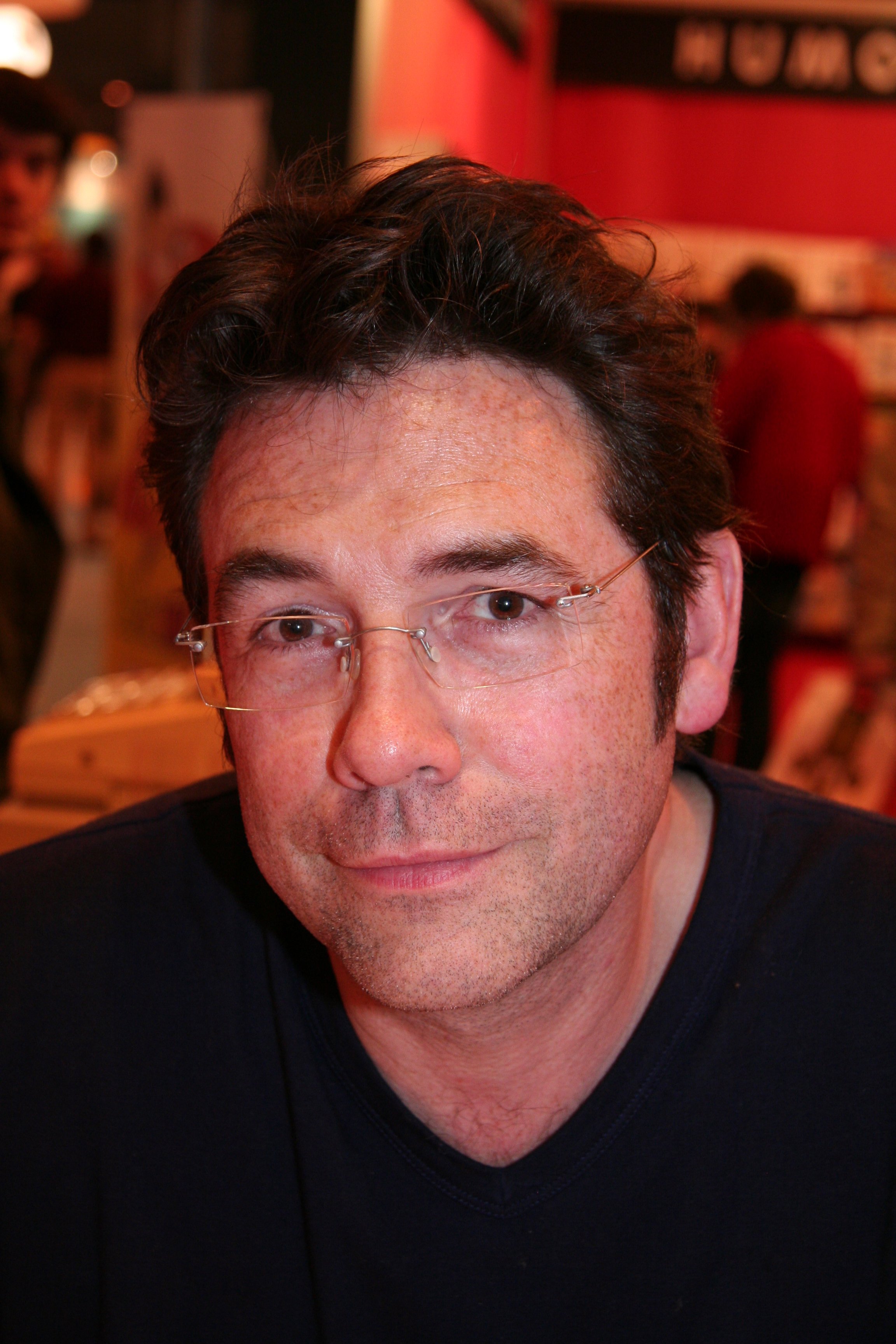
Bernard Verlhac (Tignous)
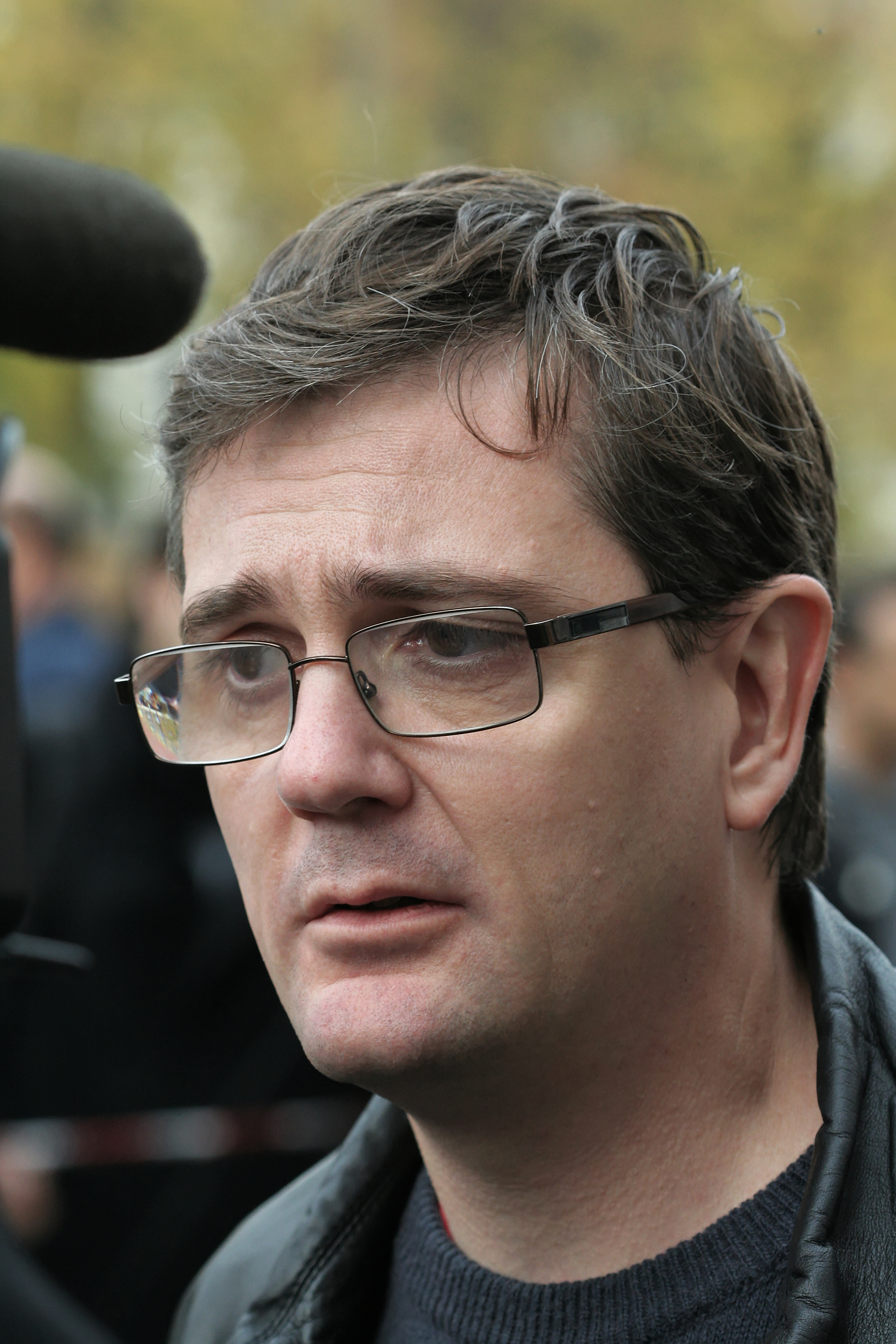
Stéphane Charbonnier (Charb)
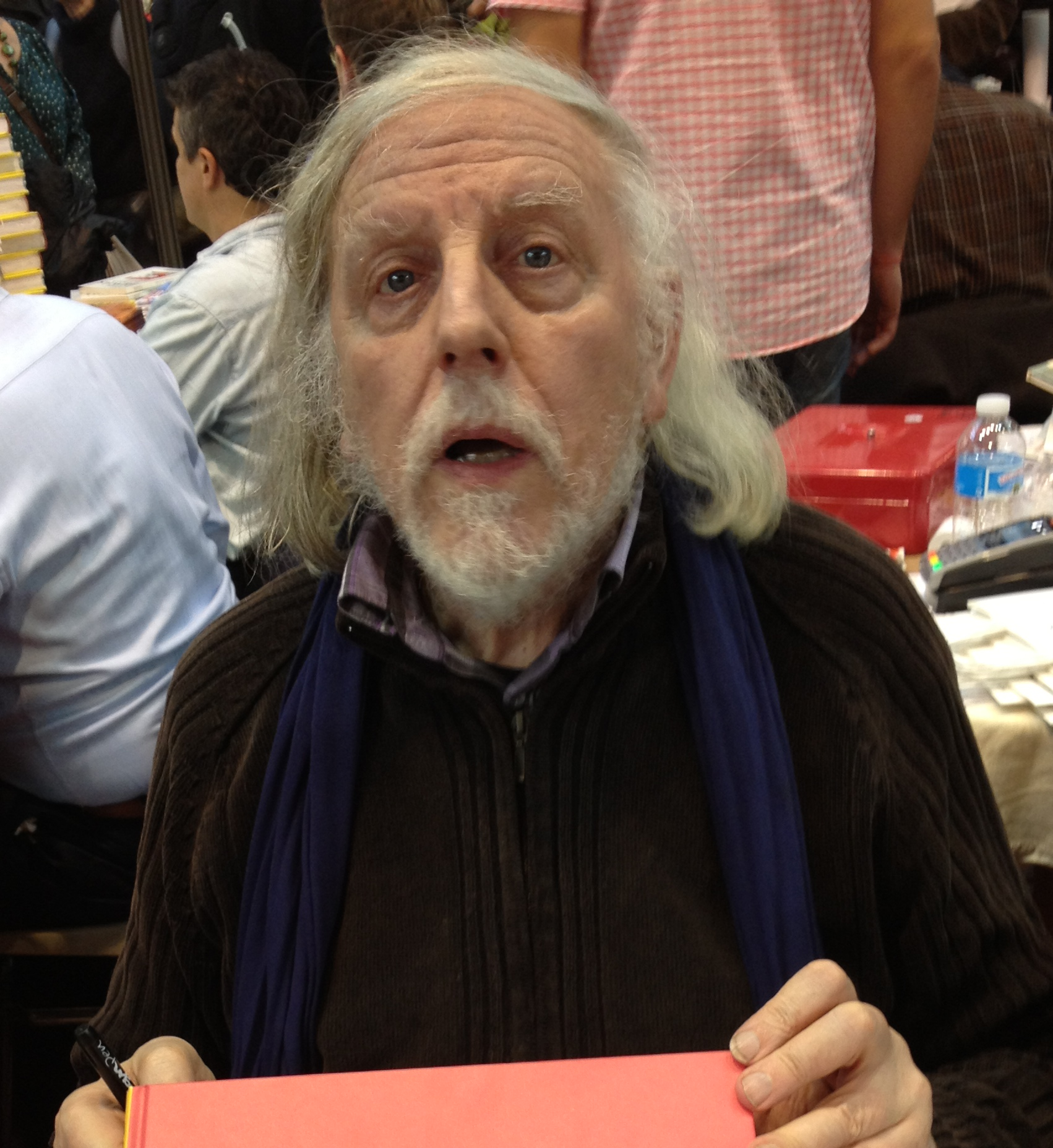
Philippe Honoré

Morts

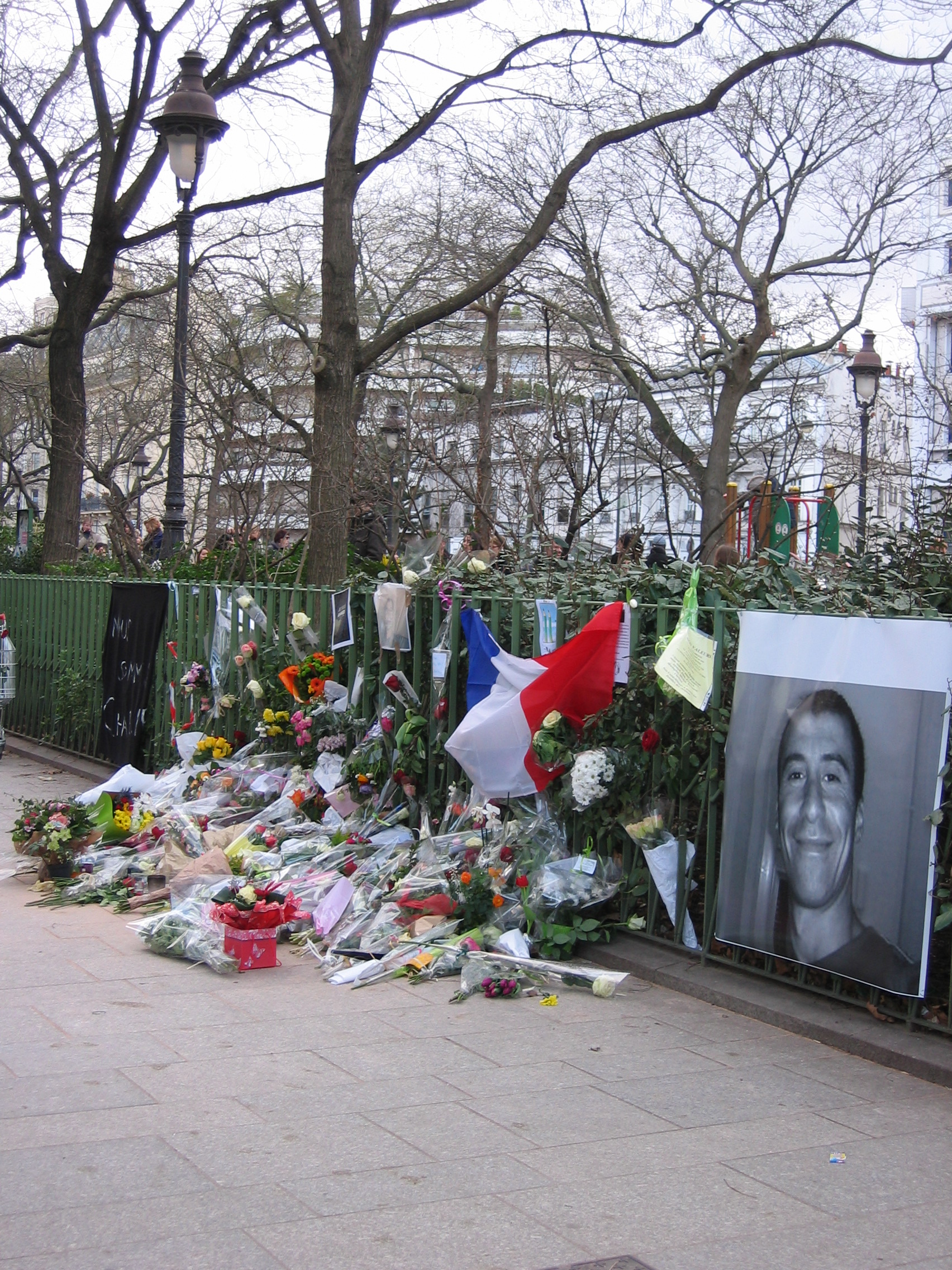
Boulevard Richard Lenoir, lloc on va ser assassinat el gendarme Ahmed Merabet.

- Frédéric Boisseau, 42, treballador de manteniment per l'empresa Sodexo, mort a l'entrada de l'edifici
- Franck Brinsolaro, 49, gendarme i guardaespatlles de "Charb"[79]
- Jean Cabut ("Cabu"), 76, dibuixant
- Elsa Cayat, psicoanalista i columnista
- Stéphane Charbonnier ("Charb"), 47, dibuixant en cap de Charlie Hebdo
- Philippe Honoré, 74, dibuixant
- Bernard Maris, 68, economista, editor i columnista[80][81]
- Ahmed Merabet, 42, gendarme, disparat a sang freda al cap mentre jeia ferit a terra, en un carrer proper[40][82][83]
- Moustapha Ourad, corrector
- Michel Renaud, columnista convidat
- Bernard Verlhac ("Tignous"), 57, dibuixant
- Georges Wolinski, 80, dibuixant[84]

Ferits
- Antonio Fischetti[85]
- Philippe Lançon, periodista, en estat crític després de rebre un tret a la cara
- Fabrice Nicolino, 59, periodista, va rebre un tret a la cama
- Patrick Pelloux[86]
- Laurent Sourisseau ("Riss"), 48, dibuixant
- Diversos gendarmes sense identificar[87][88][89]
- Una dona el cotxe de la qual rebé impactes de bala mentre els perpetradors de l'atemptat fugien de l'escena del crim

### Víctimes dels esdeveniments paral·lels
Morts
- Clarissa Jean-Philippe, agent de policia Municipal de Montrouge
- 4 ostatges sense identificar, clients del supermercat kosher de Porte de Vincennes

Ferits
- 1 escombriaire sense identificar de Montrouge
- 2 agents de policia en la intercenció al supermercat kosher de Porte de Vincennes

## Sospitosos

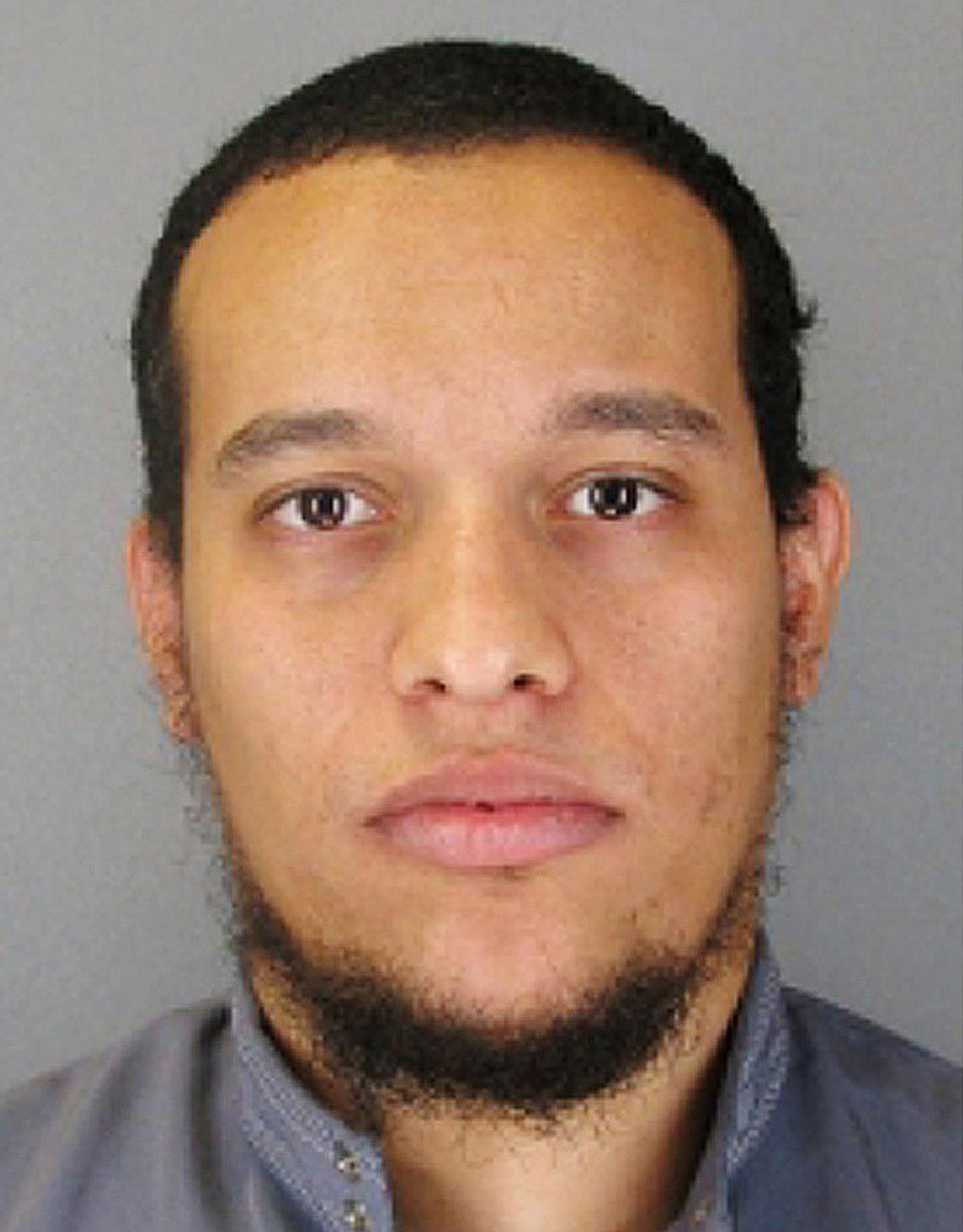
Saïd Kouachi.

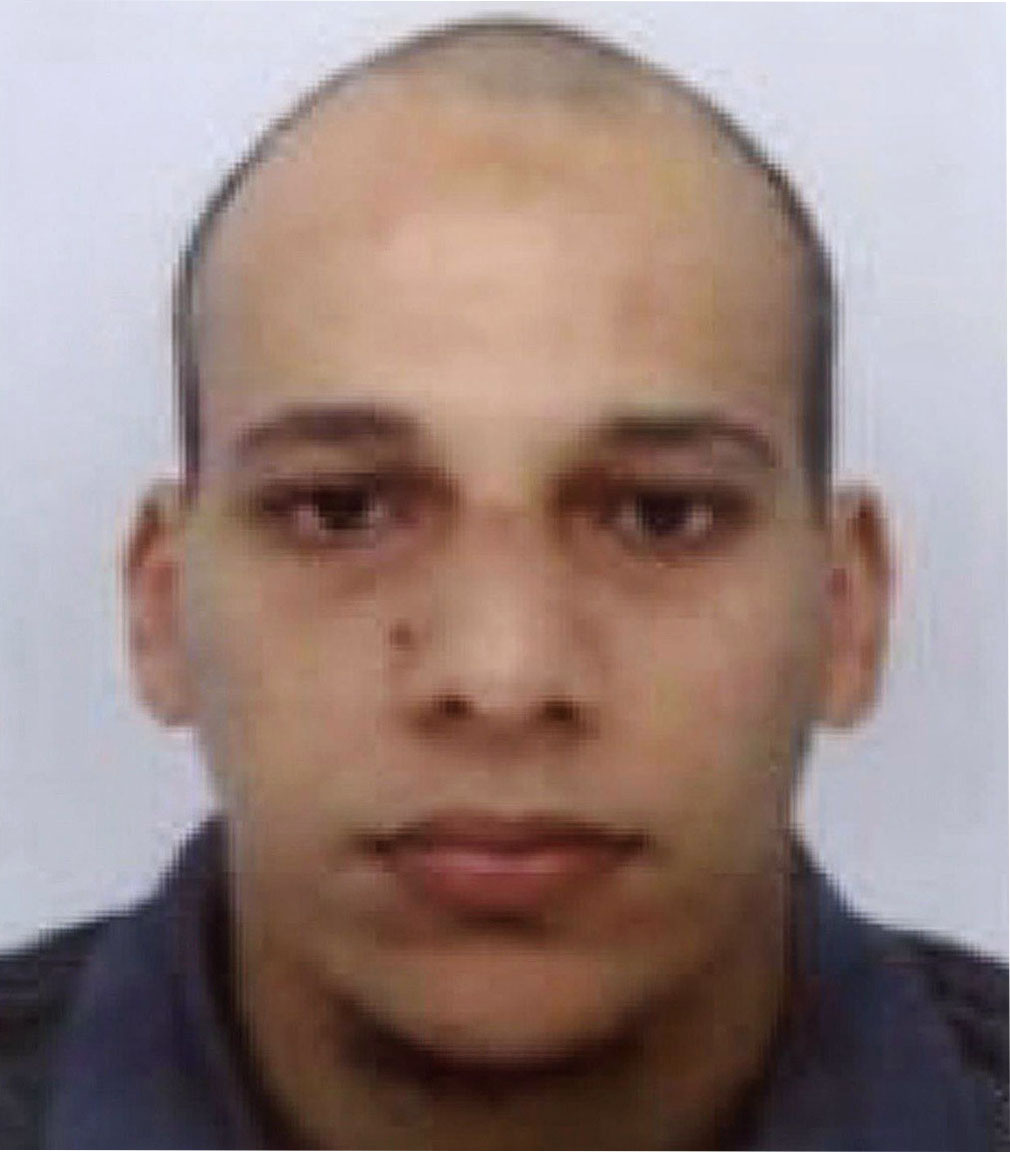
Chérif Kouachi.

Saïd Kouachi (en àrab سعيد كواشي; nascut el 7 de setembre de 1980) i Chérif Kouachi (en àrab وشريف كواشي; nascut el 29 de novembre de 1982) foren identificats per la policia francesa com els sospitosos principals d'ésser els autors materials del tiroteig. Es tractaria de dos germans francesos d'ascendència algeriana que vivien a Gennevilliers. Els dos germans haurien perdut els seus pares quan encara eren nens, i Chérif hauria viscut en una casa d'acollida a Rennes abans de reunir-se a París amb el seu germà.
Chérif, també conegut com a Abu Issen, havia format part del comando Buttes-Chaumont, que hauria ajudat a captar i enviar reclutes gihadistes a lluitar per Al-Qaida a l'Iraq després de la invasió de l'any 2003. Fou arrestat el gener de l'any 2005 quan intentava viatjar amb un altre home cap a Síria, pas previ per unit-se a les tropes gihadistes que lluitaven contra les tropes dels Estats Units a l'Iraq. Per aquest fet, Chérif fou empresonat fins a l'octubre de 2006, quan va entrar en contacte amb Djamel Beghal, que havia estat sentenciat a 10 anys de presor per l'intent d'atemptat contra l'ambaixada dels Estats Units a París l'any 2001. Seguidament, Chérif va entrar als cercles de Farid Benyettou, un imam radical de la mesquita Addawa de París. Kouachi volia atemptar contra objectius jueus a França, però Benyettou li digué que França, al contrari que l'Iraq «no era terra de gihad».
L'any 2008, Chérif Kouachi va ser condemnat per terrorisme a tres anys de presó i 18 mesos de suspensió per haver ajudat a enviar soldats a les tropes islamistes d'Abu Mussab al Zarqauí, i per haver format part d'un grup que reclutava joves musulmans de nacionalitat francesa per unir-se a al-Zarqauí, el líder d'Al-Qaida a l'Iraq. Chérif Kouachi va manifestar que estava motivat a ajudar la insurgència iraquiana arran de les tortures perpetrades als presoners de la presó d'Abu Ghraib.
L'any 2010, els germans Kouachi formaven part d'una trama que pretenia extreure de la presó un altre líder islamista, Smaïn Aït Ali Belkacem —responsable de l'atemptat al metro i al tren RER de París de 1995, on moriren 8 persones—, però no foren encausats per falta de proves. L'any següent, Saïd Kouachi va estar al Iemen durant diversos mesos, rebent entrenament militar d'al-Qaida. Segons fonts de la intel·ligència del Iemen, allà va trobar-se amb l'imam Anwar al Awlaki, i segons declaracions del mateix Kouachi a la cadena de televisió francesa BMF TV, aquest atac hauria estat finançat per una xarxa propera a al-Awlaki, que havia estat mort durant un raid amb drons realitzat l'any 2011 al Iemen. Segons les autoritats militars dels Estats Units, França havia rebut informació i imatges dels dos germans rebent entrenament militar al Iemen, fet que endegà un seguiment dels seus moviments, que es cancel·là la primavera de 2014.
Amedy Coulibaly (nascut a Juvisy-sur-Orge el 27 de febrer de 1982) era el sospitós principal del tiroteig a Montrouge i el segrest del supermercat kosher de Porte de Vincennes. Mantenia amistat amb els germans Kouachi, amb qui sincronitzà les seves actuacions. Coulibaly manifestà la seva pertinença a estat Islàmic del Llevant àrab.
Coulibaly era fill d'una família maliana instal·lada a Juvisy-sur-Orge, un suburbi de París, i va créixer a la Grande Borne, una ciutat d'edificis de protecció oficial bastida al sud de París, que ha degradat fins a ser un indret altament deprimit i amb grans índexs de delinqüència. Quan era un adolescent fou condemnat diversos cops per robatoris i tràfic de drogues. Segons un psiquiatre judicial, Coulibaly era "immadur", presentava una "personalitat psicòpata" i tenia "poca capacitat d'introspecció". Coulibaly va conèixer Chérif Kouachi a la presó l'any 2005, i probablement els dos es radicalitzaren al mateix temps. L'any 2009, un cop complerta la pena a la presó, Coulibaly es casà amb Hayat Boumeddiene en una cerimònia religiosa, no reconeguda per l'estat francès. El juliol d'aquell mateix any, Coulibaly fou rebut —amb 500 persones més— pel llavors president francès, Nicolas Sarkozy, en el marc d'una iniciativa per promoure la contractació de joves. Deu mesos després d'aquesta trobada, la policia va registrar l'apartament de Coulibaly i localitzà 240 carregadors del calibre 7.62, sobre els quals Coulibaly declarà que els volia vendre al carrer.
Coulibaly, com els germans Kouachi, també era membre del comando Buttes-Chaumont, nom que prové del Parc des Buttes Chaumont, un indret on sovint es trobaven i realitzaven entrenaments d'aire militar amb altres joves francoalgerians. Coulibaly is believed to have been radicalised by an Islamic preacher in Paris, and had expressed a desire to fight in either Iraq or Syria. L'any 2010 fou condemnat a 5 anys de presó per haver participat en una trama per facilitar l'extracció de Smain Ait Ali Belkacem, una trama on els germans Kouachi també estaven implicats; no obstant això, Coulibaly sortí en llibertat abans que ells.
Hamyd Mourad (en àrab حميد مراد), un noi de nacionalitat francesa i ascendència nord-africana de 18 anys, va ser identificat per la policia com el tercer sospitós de l'atemptat, el conductor del cotxe que arribà i fugí de l'escena del crim. Aparentment, Mourad vivia a Charleville-Mézières, prop de la frontera amb Bèlgica. No obstant això, l'agència de notícies AFP va publicar que les unitats antiterroristes franceses s'havien desplaçat a Reims. La mateixa nit del 7 de gener, a les 2:22 de la matinada (CET), Mourat s'hauria entregat a la comissaria de policia de Charleville-Mézières, declarant que al moment del tiroteig ell estava a la universitat i que la seva única relació amb els germans Kouachi era parentesc matrimonial. En aquesta línia, diversos companys de classe de Mourat haurien sortit en la seva defensa a les xarxes socials amb el hashtag #MouradHamydInnocent, i la policia va declarar que no hi havia càrrecs contra ell.
Algunes fonts, com per exemple Paul Craig Roberts, subsecretari del Tresor dels Estats Units a l'època de Ronald Reagan, apunten que l'atemptat podria ser una operació de falsa bandera, un muntatge que reforcés la influència de Washington a Europa.

## Conseqüències de l'atemptat
Els treballadors de Charlie Hebdo que van sobreviure a l'atac van anunciar que el següent número del setmanari es publicaria com estava previst. No obstant això, es tractaria d'una edició especial de 8 pàgines (la meitat de les pàgines habituals) i amb una tirada d'un milió d'exemplars (la tirada habitual de la revista és de 60.000 exemplars). Aquesta proposta rebé el suport de The Fund for Digital Innovation, que finançà l'edició amb 250.000 €.
D'altra banda, a França es registraren atacs a dues mesquites i a un restaurant relacionat amb una altra mesquita, interpretats com a represàlies a l'atemptat.

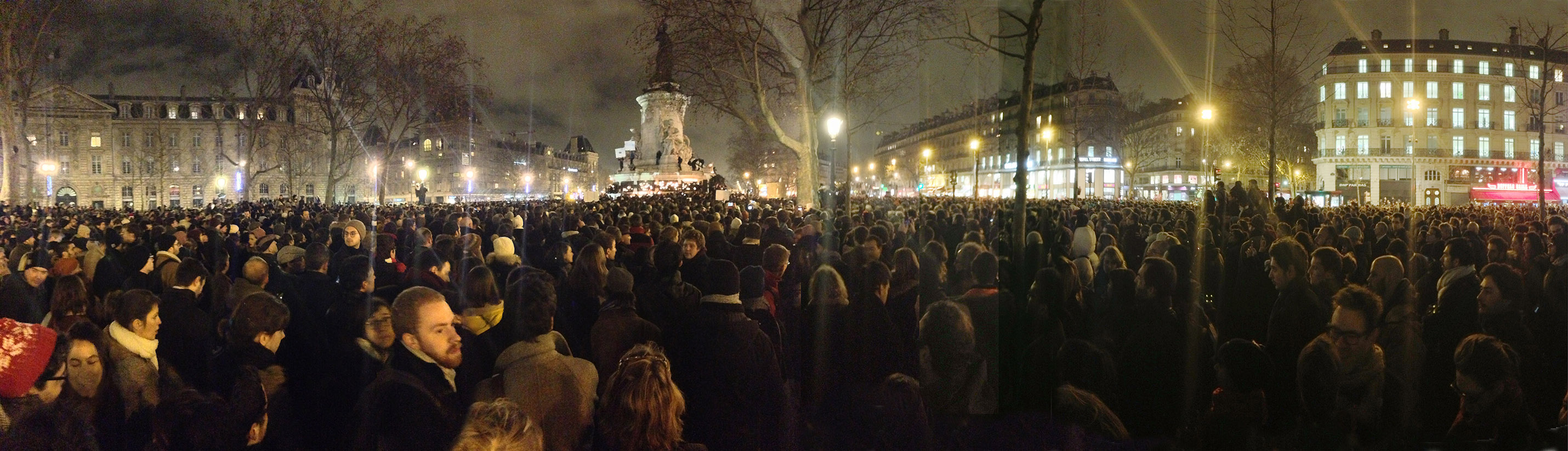
Manifestació a la Place de la République de París la nit del tiroteig a la seu de Charlie Hebdo